# Arvid Wittenberg
Arvid Wittenberg, Arvid Wirtenberg von Debern, född 1606 i Borgå i Finland, död 7 september 1657 i Zamość i Polen, var greve, militär, fältmarskalk och riksråd. Han tillhörde en släkt som ursprungligen hette Wirtenberg von Debern, vilket också var det namn som han själv oftast använde.

## Biografi
Arvid Wittenberg föddes på Johannesberg i Borgå som son till assessor Johannes Wirtenberg von Debern och Magdalena Schönfeld eller Magdalena Johansdotter till Skinnarbacka. Släkten naturaliserades 1634 under namnet Wittenberg på Sveriges riddarhus, och Arvid Wittenberg upphöjdes till greve 1652. Han var gift först med Eva Margareta von Langen, från 1642 till hennes död 1646. År 1648 gifte han om sig med Maximiliana Elisabeth von Schönburg.
Arvid Wittenberg inträdde i krigstjänst 1622, deltog som överste i slaget vid Nördlingen 1634, där han blev tillfångatagen. Sedan han blivit utväxlad deltog han i Johan Banérs fälttåg och utmärkte sig i slaget vid Wittstock 1636 och slaget vid Chemnitz 1639. Befordrad till generalmajor handhade han efter Baners avgång, jämte Pfuel och Wrangel, överbefälet och anförde med dem svenska hären till segern i slaget vid Wolfenbüttel. Sedermera tjänade han under Lennart Torstensons överbefäl, åtföljde denne under alla hans fälttåg och bidrog som anförare för högra flygeln till segrarna i slaget vid Leipzig (1642) och slaget vid Jankow 1645. Sedan Torstenson lämnat hären hade Wittenberg befälet, fram till när Carl Gustaf Wrangel övertog. Wittenberg förblev därefter till krigets slut i Schlesien och Böhmen. Då Königsmarck erövrat en del av Prag skyndade Wittenberg honom till bistånd, intog Tabor och andra orter samt vann rikt byte.
Efter fredsslutet var han rikstygmästare och general över artilleriet, och mottog många bevis på drottning Kristinas gunst. 1651 upphöjdes han i friherrligt stånd med Loimijoki friherreskap i förläning och befordrades samma år till riks- och krigsråd. År 1652 fick han i förläning grevskapet Nyborg. Han ägde en betydande förmögenhet och lånade flera gånger stora summor till kronan. Till kurfursten av Brandenburg lånade han 30 000 riksdaler mot pant av amtet Belgard i Pommern. När förläningspolitiken nådde sin höjdpunkt i mitten av 1600-talet blev Wittenberg även den störste förläningstagaren i Nagu socken, där han enligt Norrköpings beslut ägde 35 hemman, vilket år 1655 motsvarade 20 % av den produktiva jorden i socknen. 
När Karl X Gustav förberedde sitt polska krig utnämndes Wittenberg 1655 till fältmarskalk och ståthållare över Pommern samt fick befallning att i spetsen för en här av 17 000 man bryta in i Polen vilket han gjorde den 5 juli. Han omringade det 15 000–24 000 man starka adelsuppbådet och tvang det till kapitulationen vid Ujście 25 juli, erövrade vojvodskapen Posen och Kalisz och stod i hjärtat av Polen, då kungen hann upp honom. Därefter belägrade han Krakow, som kapitulerade de 7 oktober 1655, och tvingade den polske fältherren Koniecpolski att med sin här underkasta sig. Kungen överlämnade då åt honom befälet i Warszawa, där han efter tappert försvar mot polske kungen Johan Kasimir och hela den polska hären slutligen, den 21 juni 1656, måste ge upp. I strid mot kapitulationsvillkoren fördes han fången till fästningen Zamość, där han kvarhölls till sin död. Hans lik fördes 1664 till Danzig, bisattes 1667 i Storkyrkan i Stockholm, jordfästes 1671 i Riddarholmskyrkan, men fördes sedermera till Badelunda kyrka.
Med överlägsen militärisk skicklighet förenade Wittenberg hårdhet och grymhet, varigenom han ådrog sig polackernas hat. År 1826 lät Svenska Akademien prägla en minnespenning över Wittenberg, vartill Frans Michael Franzén knöt ett "Minne" av Wittenberg.